# Baetis olivascens
Baetis olivascens is een haft uit de familie Baetidae. De wetenschappelijke naam van de soort is voor het eerst geldig gepubliceerd in 1939 door Ulmer.
De soort komt voor in het Oriëntaals gebied.